# Margareta I. Velika
Margareta I. Velika (Søborg, 1353. – kraj Flensburga, 28. listopada 1412.), regentica i kraljica Danske, Norveške i Švedske iz danske dinastije Estridsen. Osnovala je Kalmarsku uniju 1397. godine s ciljem učvršćenja jedinstva nordijskih država. Bila je jedan od najistaknutijih skandinavskih vladara, istaknula se u odbijanju njemačkih prinčeva i Hanzeatske lige od njenih teritorija i sjedinila je gotovo čitav prostor Skandinavije, zbog čega je prozvana Semiramidom Sjevera.

## Životopis
Rodila se 1353. godine kao šesto i najmlađe dijete danskog kralja Valdemara IV. i Helvige od Schleswiga. Godine 1359. zaručena je za norveškog kralja Haakona VI., sina švedskog i norveškog kralja Magnusa IV. Erikssona. Dinastičke zaruke koje su provedene kako bi se spriječile pretenzije knezova Mecklenburških na skandinavska prijestolja, dovedene su u opasnost kada se 1360. godine zaoštrio sukob između danskog kralja Valdemara IV. i švedsko-norveškog kralja Magnusa IV. Međutim, vojni porazi i opozicija među švedskim plemstvom prisilili su Magnusa IV. na uzmak, nakon čega se Margareta ipak udala za njegova sina u Kopenhagenu 1363. godine.
Margareta je odgojena i obrzovana na dvoru u Norveškoj pod tutorstvom Märte Ulfsdotter, kćeri sv. Brigite Švedske.
Nakon očeve smrti 1375. godine proglašena je regenticom Danske u ime maloljetnnog sina Olafa II. Godine 1380. umro je njen suprug, norveški kralj Haakon VI. nakon čega je Margareta proglašena i regenticom Norveške u ime svog sina. Međutim, Olaf II. je umro već 1387. godine pa je Margareta preuzela punu kraljevsku vlast nad Danskom i Norveškom. Unija između Danske i Norveške trajala je sve do 1814. godine.
Uspjela je još 1385. godine zauzeti od Hanzeatske lige ekonomski važna uporišta na zapadnoj obali Skanije. Godine 1389. pobijedila je u bici švedskog kralja Alberta poslije čega je priznata i za švedsku kraljicu. Iste godine proglasila je svog nećaka Erika Pomeranskog za norveškog kralja, a 1396. godine postavila ga je za danskog i švedskog kralja, ali je pritom zadržala jak utjecaj na državne poslove.
Godine 1397. utemeljila je Kalmarsku uniju kako bi osigruala jedinstvo triju nordijskih država. Erik je proglašen zajedničkim kraljem, ali Margareta je zadržala stvarnu vlast. Glavni ciljevi njene politike bili su obnova vlasti nad izgubljenim pokrajinama, u čemu je bila uspješna, zaštita južnih granica Danske od njemačkih pretenzija te povećanje prihoda krune što je ostvarila povratom kraljevskih dobara.
Margareta I. umrla je iznenada 1412. godine tijekom sukoba s Holsteinom. Nasljedio ju je nećak Erik Pomeranski na sva tri prijestolja.

## Vanjske poveznice
|  | Zajednički poslužitelj ima još gradiva o temi Margareta I. Velika |

- Margareta I. Hrvatska enciklopedija
- Margareta I. Velika Proleksis enciklopedija
- Margareta I., kraljica Danske, Norveške i Švedske Britannica

| Prethodnik: | danska kraljica (1387. – 1412.) | Nasljednik: |
| Olaf II.    | danska kraljica (1387. – 1412.) | Erik VII.   |

| Prethodnik: | norveška kraljica (1388. – 1412.) | Nasljednik: |
| Olaf IV.    | norveška kraljica (1388. – 1412.) | Erik III.   |

| Prethodnik: | švedska kraljica (1389. – 1412.) | Nasljednik: |
| Albert      | švedska kraljica (1389. – 1412.) | Erik XIII.  |